# Klaus Conrad (historien)
Ne doit pas être confondu avec Klaus Conrad (médecin).
Pour les articles homonymes, voir Conrad.
Klaus Conrad (né le 16 avril 1930 à Heidelberg et mort le 10 février 2002 à Göttingen) est un historien et diplomate allemand. Il est l'historien d'État de la Poméranie, de la Prusse-Orientale et de la Prusse-Occidentale et s'occupe principalement de l'histoire du Moyen Âge.

## Famille
Le père de Conrad est le physicien Richard Conrad, qui est né à Masmünster et passe sa jeunesse à Sarrebourg et Metz. Son grand-père vient de Prusse-Orientale et a été muté en Alsace-Lorraine en tant qu'ingénieur des chemins de fer. Sa grand-mère paternelle est née à Kaysersberg. Ses parents viennent du Palatinat (Bavière) et sont amis des parents d'Albert Schweitzer. La mère de Conrad, Annemarie née Dragendorff est une fille de Hans Dragendorff. Son père est Georg Dragendorff (de), un frère d'Ernst Dragendorff (de). Le cercle d'amis de Schweitzer à Strasbourg comprend la grand-mère maternelle de Conrad, son frère et Elly Heuss-Knapp.

## Biographie
Conrad grandit à Heidelberg avec un frère et deux sœurs. L'un de ses professeurs au lycée prince-électeur-Frédéric (de) est Otto Frommel. Après avoir obtenu son diplôme d'études secondaires en 1949, il s'inscrit à l'Université de Fribourg-en-Brisgau pour l'histoire de l'art, l'archéologie et l'histoire. En plus de ses études, il est formé à la restauration par Paul Hübner (de) au musée des Augustins. En septembre 1950, il contracte la poliomyélite à Bologne. Il souffre des déficiences suivantes tout au long de sa vie. Au cours de ses études, il se concentre sur l'histoire avec la géographie et le latin comme matières secondaires. Après avoir déménagé dans son université natale Robert-Charles à Heidelberg, il étudie avec Erich Maschke (de) et Fritz Ernst (de). Il fait face à la tâche de récompense de la faculté de philosophie sur l'abbaye de Lambrecht avec distinction. Développé en thèse de doctorat sous la direction de Fritz Ernst, il est reconnu pour le doctorat en juillet 1958. À l'automne 1959, il réussit l'examen d'État pour les professeurs de lycée. Formé au séminaire d'étudiants stagiaires de Heidelberg, il réussit l'examen d'assesseur en 1961 ; mais il n'entre pas dans le service scolaire, mais devient - très bien documenté dans les études médiévales – employé du Pommersches Urkundenbuch et du Preußischen Urkundenbuch. Le 1er avril 1962, il commence à travailler pour le conseil de recherche Johann-Gottfried-Herder (de). Il est affecté à la Commission historique de Poméranie et à la Commission historique pour la recherche d'État de Prusse-Orientale et Occidentale en tant qu'assistant de recherche. Sa tâche principale est le traitement ultérieur des livres de documents. Son lieu de travail est le dépôt d'archives d'État de Göttingen (de). Lorsque les anciennes archives d'État prussiennes de Königsberg de Göttingen sous le nom de XXe département principal sont confiés aux Archives d'État secrètes du patrimoine culturel prussien (de), les livres de documents (jusqu'à la retraite de Conrad) sont restés sous la direction de la commission historique respective, la supervision à l'Institut Herder de Marbourg, la supervision technique avec les présidents de commission Roderich Schmidt (Bibliothèque universitaire de Poméranie) et Udo Arnold (Prusse. UB). Conrad obtient une salle de travail à la Bibliothèque d'État et universitaire de Göttingen. À partir de 1978, il est membre du comité de rédaction de Baltische Studien. De 1980 à 2000, il est rédacteur en chef. Lorsque le Conseil de recherche Herder devient indépendant, le nouvel Institut Herder à Marbourg devient le nouvel employeur de Conrad le 1er janvier 1994. Veuf et se déplaçant en fauteuil roulant, il prend sa retraite le 30 avril 1995, lorsqu'il atteint la limite d'âge.
Dans sa religiosité marquée par le protestantisme, "il [aimait] tout particulièrement le baroque du sud de l'Allemagne et de l'Autriche ; car les églises transmettent quelque chose de la gloire de Dieu, elles vous font frissonner de respect et vous mettent pourtant de bonne humeur. C'est un domaine religieux dont le protestantisme prive en grande partie ses fidèles et qui me manque" (septembre 1999). Jan Maria Piskorski (de) fait partie des amis polonais de Conrad. Il était marié à la Suédoise Siw Brisholm Conrad (mort en 1993). Bernhart Jähnig est présent lors de son inhumation dans la tombe de sa femme au cimetière du parc Junkerberg à Göttingen. Le mariage de Conrad donne naissance à deux fils.

## Travaux

### Éditions sous forme de livre
- Pommersches Urkundenbuch, Vol. 1 (786–1253), Neubearbeitung 1970.
- Preußisches Urkundenbuch, Vol. 5 (1352–1361), 1969–1975.
- Pommersches Urkundenbuch, Vol. 10 (1336–1340), 1984.
- Preußisches Urkundenbuch, Vol. 6/1–2 (1362–1371), 1986–2000.
- Pommersches Urkundenbuch, Vol. 11 (1341–1345), 1990.

### Contributions à des anthologies ou à des revues
- Die Entstehung der Handfestensammlung des Marschallamtes. 1963.
- Litauen, der Deutsche Orden und Karl IV. 1972.
- Der dritte Litauerzug König Johanns von Böhmen und der Rücktritt des Hochmeisters Ludolf König.     1972.
- Belehnungen der Herzöge von Pommern durch Karl IV. im Jahre 1348. 1978.
- Herzogliche Städtegründungen in Pommern auf geistlichem Boden. 1981.
- Der zehnte Band des Pommerschen Urkundenbuchs als Quelle zur pommerschen Geschichte der Jahre 1336-1340. 1981.
- Urkundliche Grundlagen einer Siedlungsgeschichte Pommerns bis 1250. 1982.
- Der Übergang von Ordens- und Klosterbesitz in Pommerellen an den Deutschen Orden. 1985.
- Besiedlung und Siedlungsverhältnisse in Pommern seit der Christianisierung. 1988.
- Der Deutsche Orden und sein Landesausbau in Preußen. 1993.
- Auseinandersetzungen der Städte Stettin, Greifenhagen und Gollnow mit den Stettiner Herzögen nach den Frankfurter Verträgen von 1338. 1995
- Beiträge in: Mecklenburg/Pommern (Handbuch der historischen Stätten Deutschlands 12). 1996.
- Unbekannte Quellen zum zweiten Krieg der Hanse mit König Waldemar IV. von Dänemark aus einem Formelbuch der Danziger Marienbibliothek. 1997.
- Erfahrungen bei der Bearbeitung des Preußischen Urkundenbuchs. 1998.
- Beiträge in: Die Hochmeister des Deutschen Ordens 1190-1994/2012. 1998, 2014.
- Das Pommersche Urkundenbuch in seiner Bedeutung für die historische Forschung. 1999.
- Beitrag in: Deutsche Geschichte im Osten Europas: Pommern 1368–1478. 1999.
- Die Opposition gegen den Hochmeister Karl von Trier im Ordensland Preußen. 2000.

## Adhésions
- Membre titulaire de la Commission historique pour la recherche d'État de Prusse-Orientale et Occidentale (1963), trésorier 1971-1995
- Membre ordinaire de la Commission historique de Poméranie (1967)
- Membre correspondant et titulaire du conseil de recherche Johann-Gottfried-Herder (de) (1974/1997)

## Legs
Le legs de Conrad est conservé aux Archives d'État de Greifswald (de). Le legs relatif à la Prusse-Orientale et Occidentale se trouve dans le dépôt de la Commission historique pour la recherche d'État de la Prusse-Orientale et Occidentale dans les archives secrètes de l'État à Berlin.